# Bolagsområdet, Virserum
Bolagsområdet, tidigare Dackestop, är ett kultur- och föreningscentrum i Virserum i Hultsfreds kommun. Det har fått sitt namn efter "Bolaget", Oskar Edvard Ekelunds Snickerifabrik, som hade sina fabrikslokaler där.

## Historik
År 1883 brann snickarmästaren Carl Johan Ekelunds verkstad i byn Blåsmålen i Stenberga. Ekelund flyttade då verksamheten till Virserum. Där fanns möjlighet till vattenkraft och han började tillverka trämöbler på ett fabriksområde vid Virserumsån. På 1970-talet försvann möbeltillverkningen från Virserum och fabriksområdet låg öde under många år. År 1995 var byggnaderna i ett sådant skick, att valet stod mellan att riva eller att totalrenovera. På initiativ av en grupp Virserumsbor påbörjades 1997 renovering av de byggnaderna. En ekonomisk förening bildades med finansiellt stöd från Europeiska Unionen, Arbetsmarknadsstyrelsen, Hultsfreds kommun, Länsstyrelsen i Kalmar län och Regionförbundet. Oskar Edvard Ekelunds Snickerifabriks tidigare fabriksområde omvandlades till Dackestop, ett centrum för kultur och turism, som senare fick namnet Bolagsområdet.

## Verksamheter
På Bolagsområdet finns idag bland andra  Virserums konsthall i "Pappershuset", Sveriges telemuseum i den tidigare bonarverkstaden, Virserums möbelindustrimuseum, i det tidigare såghuset, Föreningen Stinsen samt turistbyrå. I området finns också Gillmans smedja.

## Bildgalleri

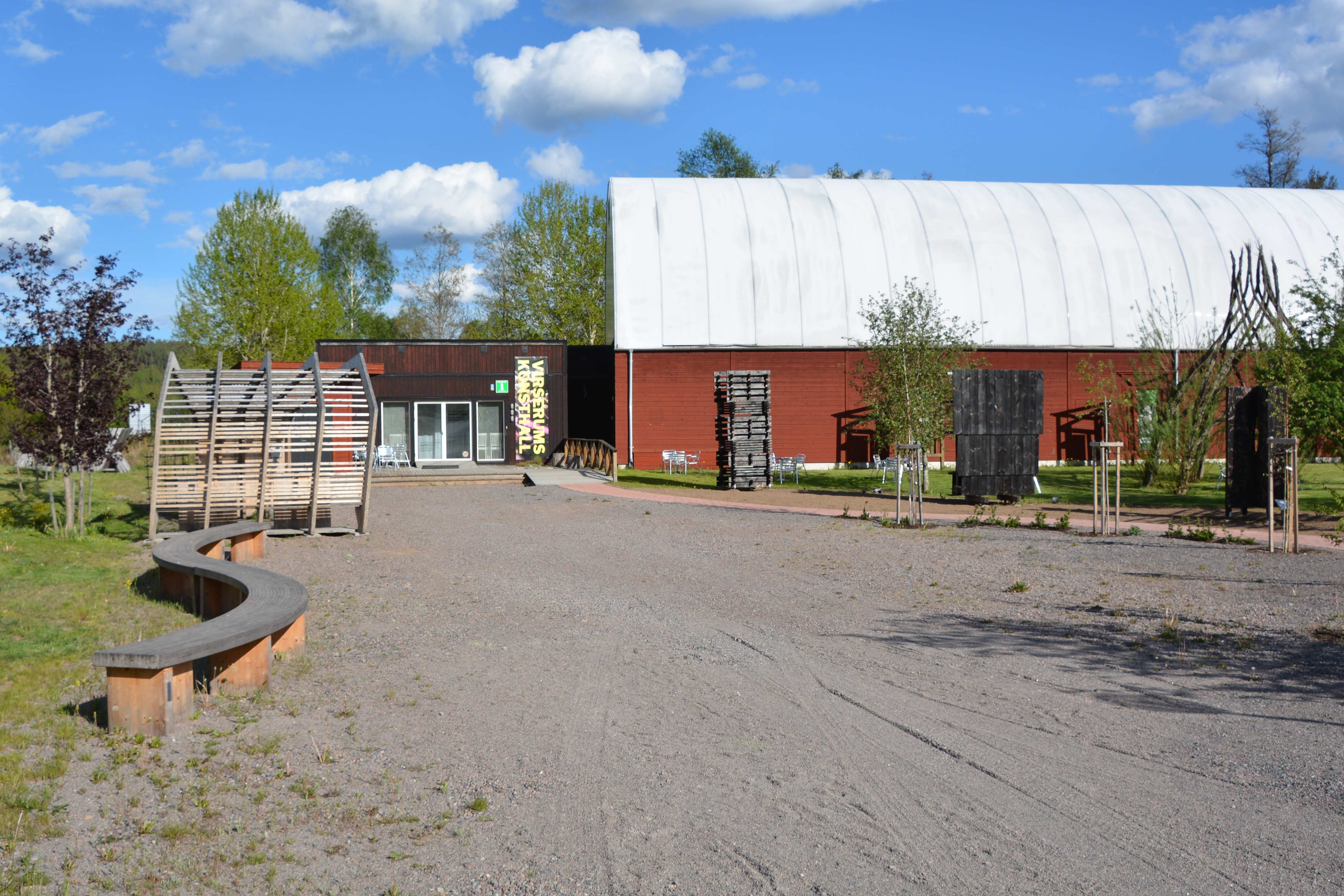
Virserums konsthall, med turistbyrå
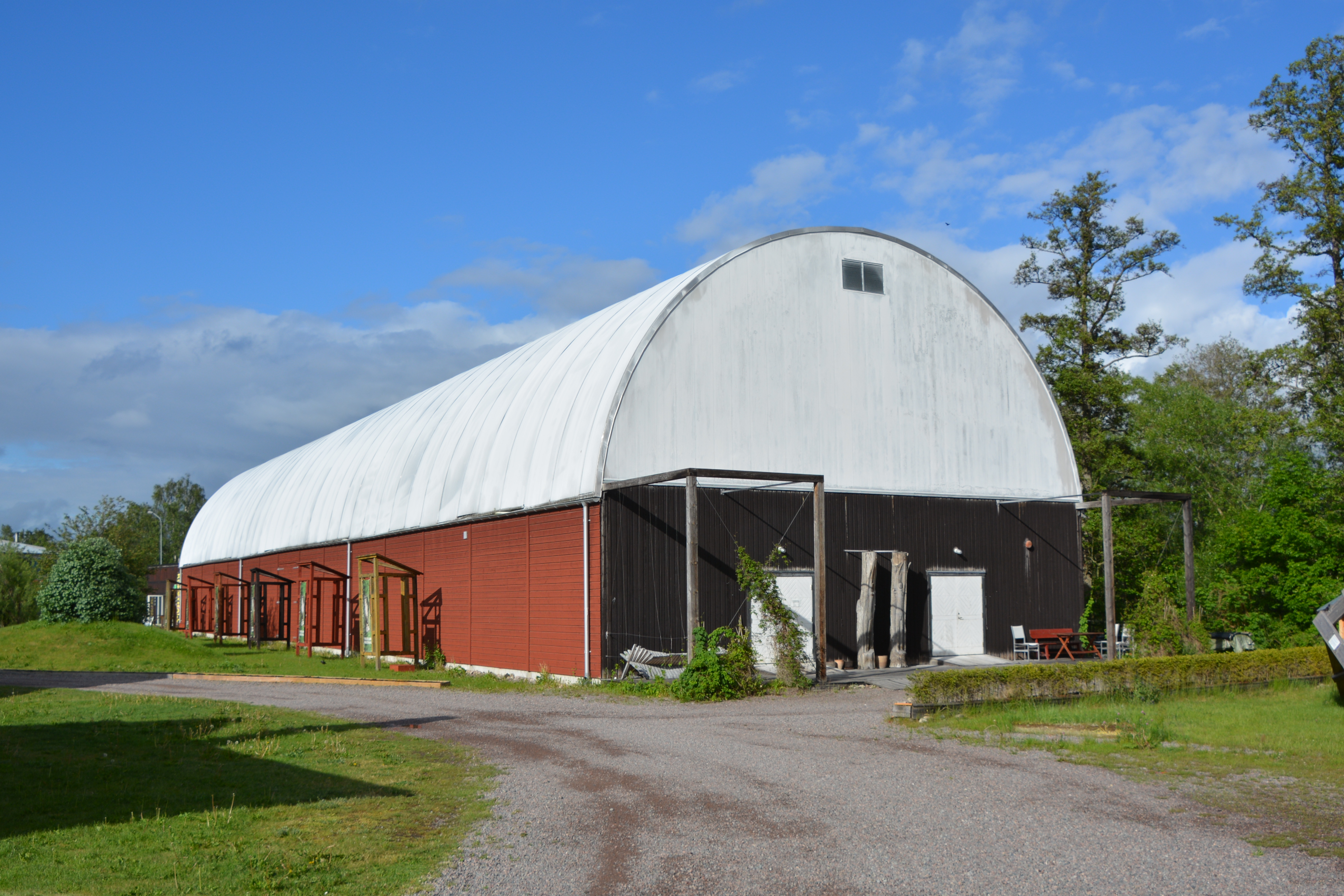
Pappershuset, Virserums konsthall
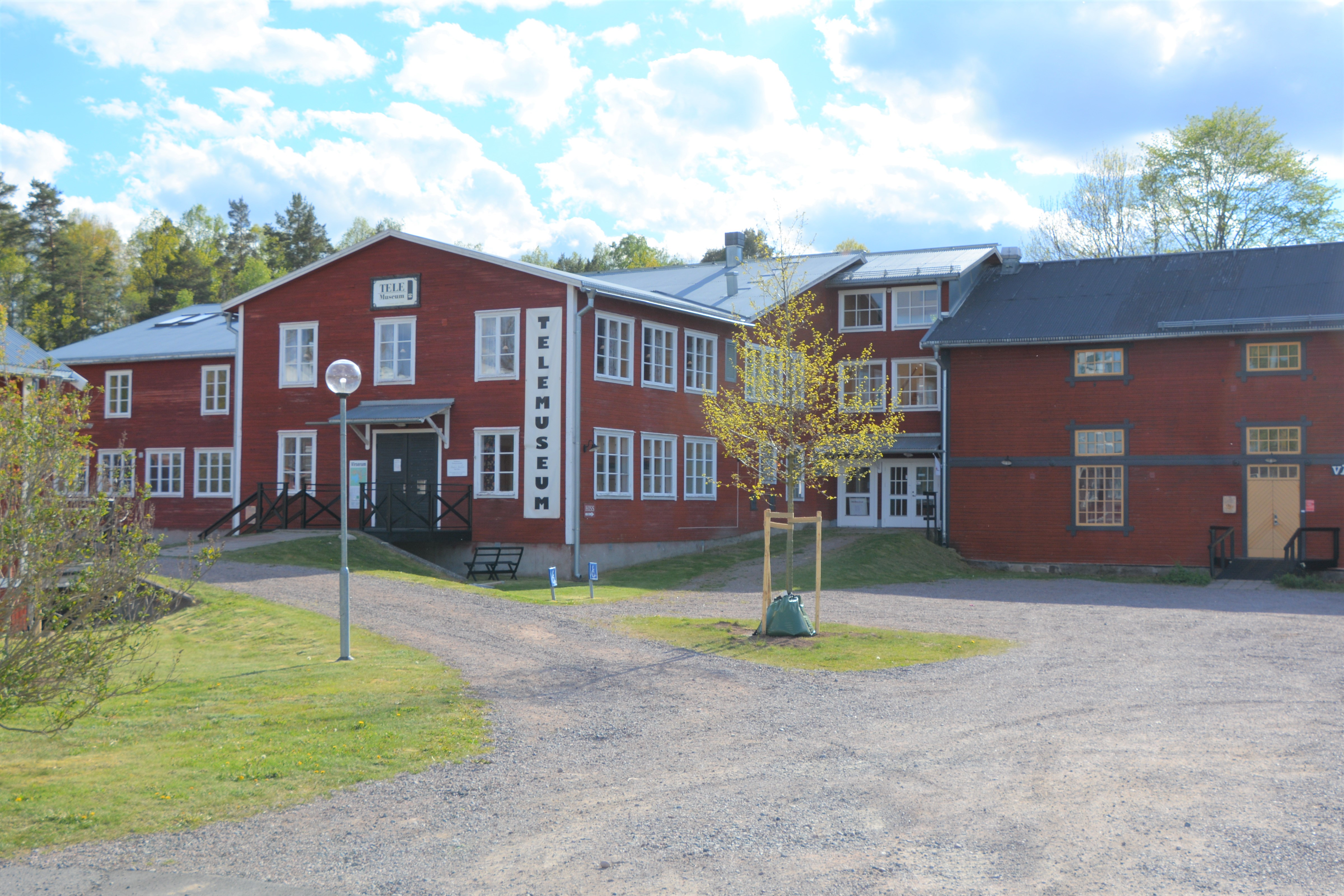
Sveriges telemuseum
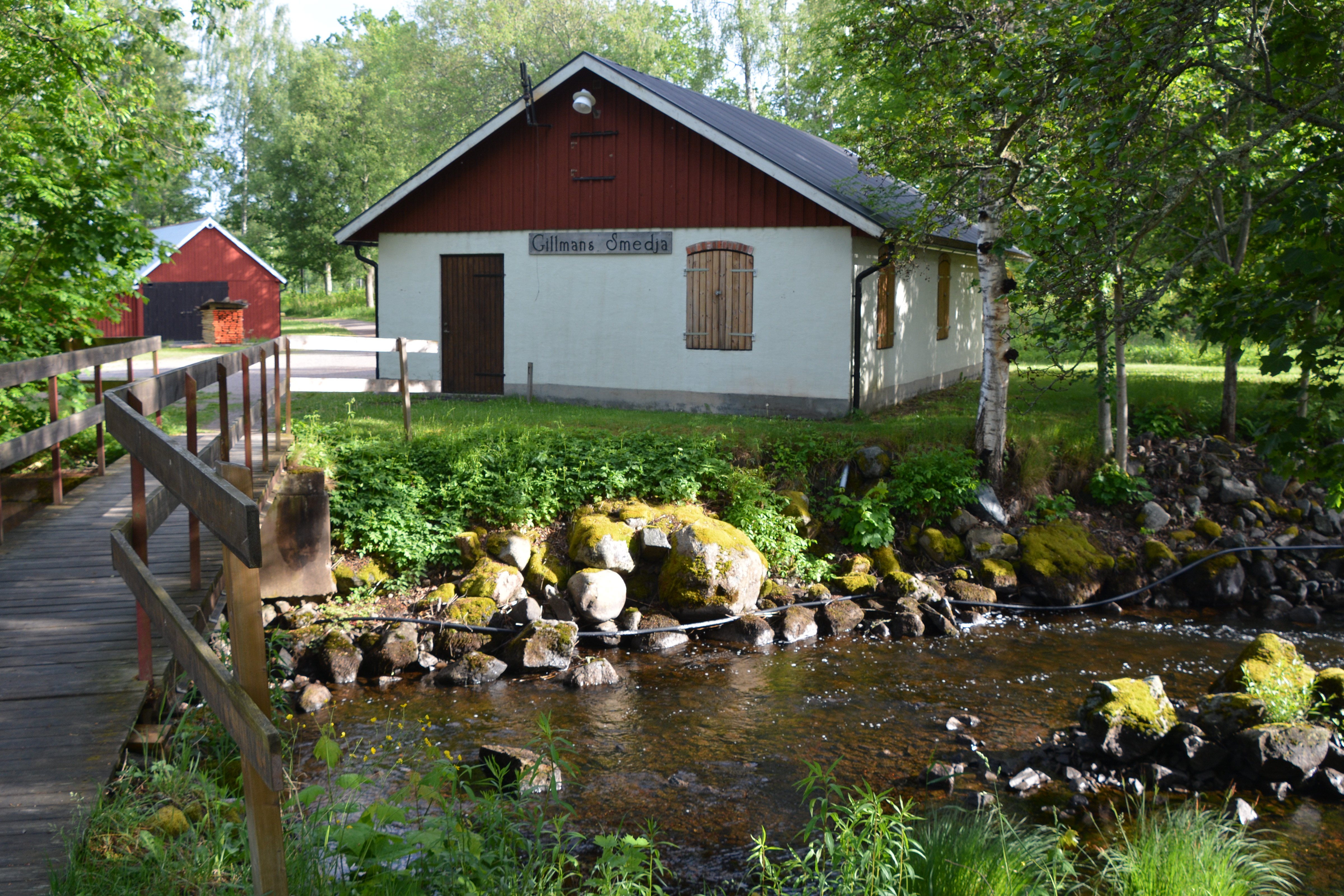
Gillmans smedja
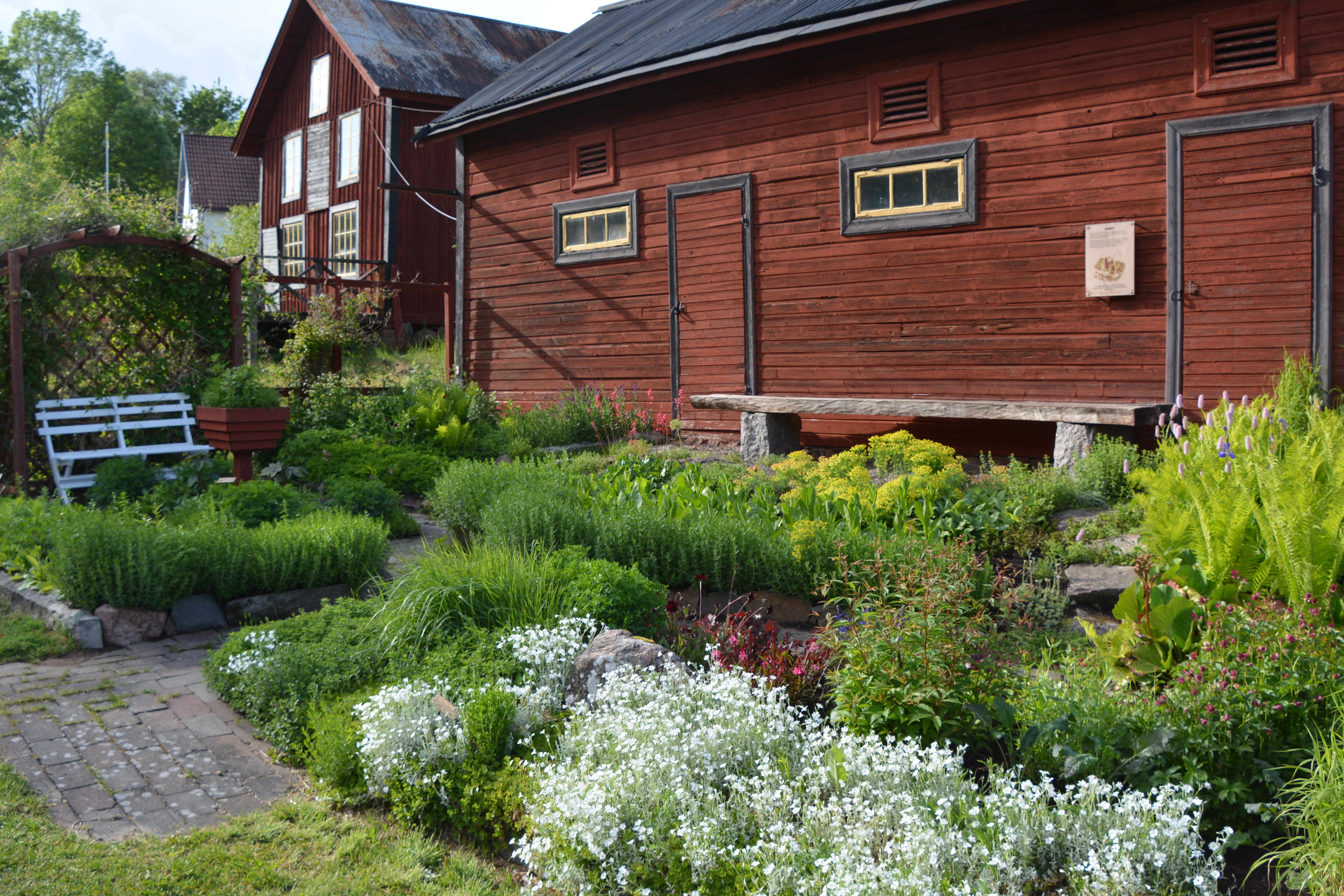
Örtagården
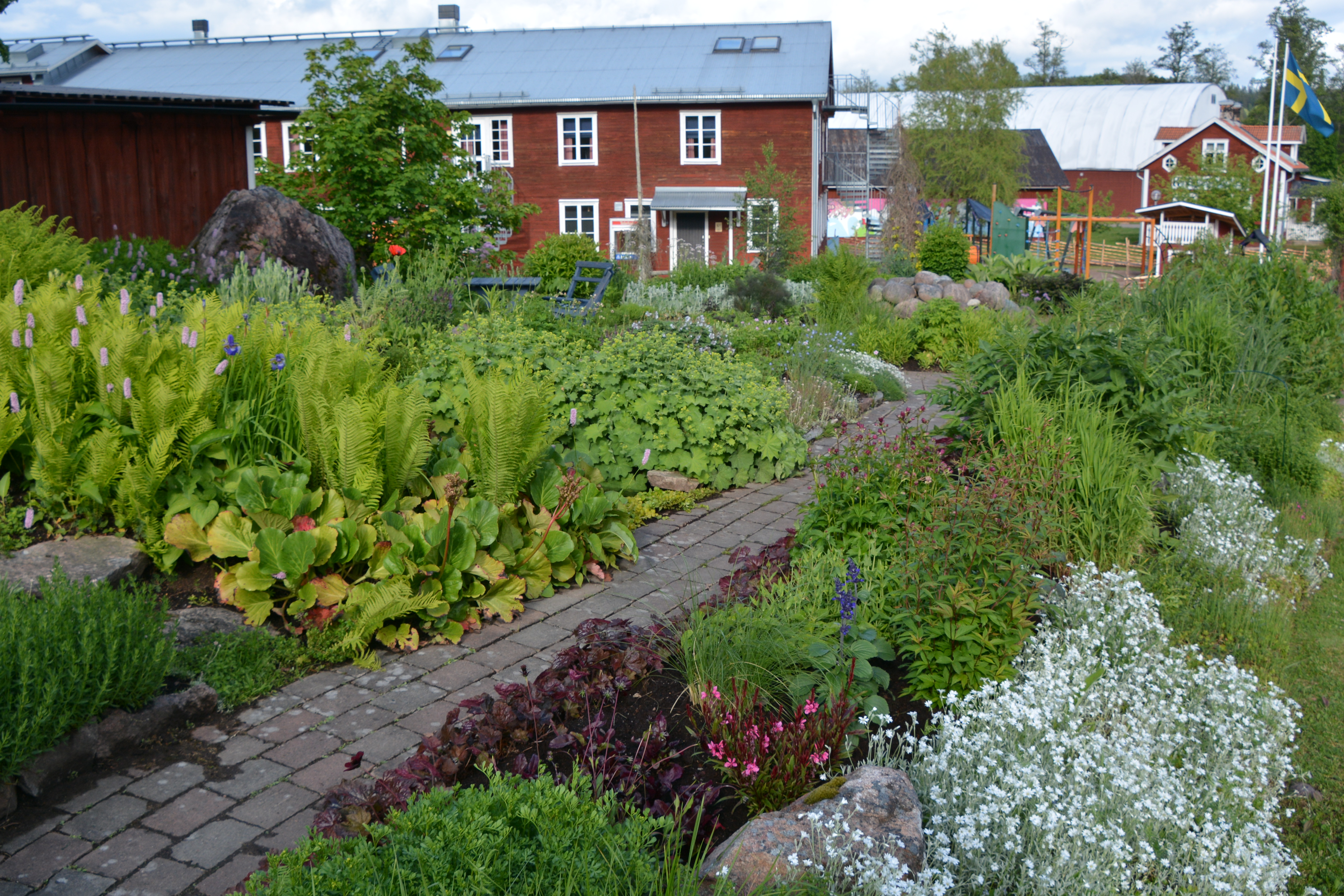
Örtagården